# Plomelin
Plomelin (en bretó Ploveilh) és un municipi francès, situat a la regió de Bretanya, al departament de Finisterre. L'any 2006 tenia 4.065 habitants. El 3 de juliol de 2008 el consell municipal va aprovar la carta Ya d'ar brezhoneg.

## Demografia
| 1962                                       | 1968  | 1975  | 1982  | 1990  | 1999  |
| ------------------------------------------ | ----- | ----- | ----- | ----- | ----- |
| 1.278                                      | 1.321 | 2.052 | 3.041 | 3.870 | 3.938 |
| Des de 1962: població sense dobles comptes |       |       |       |       |       |

## Administració
| Període   | Identitat     | Partit |
| --------- | ------------- | ------ |
| 1965-1995 | Robert Omnes  |        |
| 1995-2008 | Yves Rohou    |        |
| 2008-     | Franck Pichon |        |